# Karl Mey
Karl Mey (* 16. März 1879 in Wandersleben bei Gotha, Thüringen; † unbekannt, nach Mai 1945) war ein deutscher Industriephysiker und von 1933 bis 1935 Vorsitzender der Deutschen Physikalischen Gesellschaft (DPG).

## Leben

### Ausbildung
Mey studierte Mathematik und Physik an der Humboldt-Universität Berlin. Seinen Doktortitel erhielt er 1902 mit seiner Arbeit Über das Kathodengefälle der Alkalimetalle.

### Karriere
Mey war nach seinem Studium beim Militärversuchsamt Tegel und anschließend bei der Allgemeinen Elektricitäts-Gesellschaft (AEG), wo er sich auf die Verbesserung von Glühlampen spezialisierte. 1909 wurde er der Leiter der AEG-Glühlampenfabrik.
Im Ersten Weltkrieg diente Mey von 1914 bis 1917 in der Infanterie an der Westfront.
Nach dem Krieg nahm Mey seine Anstellung bei der AEG wieder auf und leitete nach der Ausgliederung der Glühlampenfertigung von AEG, Deutsche Gasglühlicht AG (Auergesellschaft) und Siemens & Halske in die OSRAM G.m.b.H. KG deren Forschungs- und Entwicklungsabteilung.
Etwa 1931 wurde Mey Vizepräsident der Deutschen Glastechnischen Gesellschaft und von 1931 bis 1945 war er Präsident der Gesellschaft für technische Physik. Von 1933 bis 1935 war er Vorsitzender der DPG. Die Wahl von Mey zum Präsidenten der DPG im Jahr der Wahl Hitlers zum Reichskanzler war ein deutliches Zeichen der Unabhängigkeit von der nationalsozialistischen Politik. In seiner Funktion als Aufsichtsratsmitglied der Vereinigten Lausitzer Glaswerke holte er Wilhelm Wagenfeld als Leiter der Designabteilung in den Betrieb.
Im Mai 1945 wurde Mey von sowjetischen Soldaten gefangen genommen und als „führender Militärindustrieller“ in die Sowjetunion deportiert.

## Veröffentlichungen
- Karl Mey: Über das Kathodengefälle der Alkalimetalle. In: Annalen der Physik. Band 316, Ausgabe 5, 1903